# ミミナグサ属
ミミナグサ属（ミミナグサぞく、学名：Cerastium L. (1753)）は、ナデシコ科の属の一つ。

## 特徴
一年草、越年草または多年草。葉は対生し、多年草の種では、有花茎の基部から無花茎を出して、マット状またはクッション状になる。花は茎先に2出集散花序につく。花弁はふつう5個まれに4個で、先は2裂するか、ときにさらに2裂し、まれに全縁となり、花弁基部に長毛が生えることがある。雄蕊はふつう10個かそれより少なく、花糸に長毛が生えることがある。花柱はふつう5個、ときに3-4個ある。果実は円柱形の蒴果で、しばしば弓状に曲がり、先端に花柱の2倍数の裂片がある。種子はやや平たい腎円形で、ふつう表面に突起がある。秋に発芽し、越冬して翌春にかけて生育する。

## 分布
世界に約100種あり、多くの種は北半球の温帯に分布する。日本には7種分布し、3種の帰化種が知られる。

## 名前の由来
属名 Cerastium は、ギリシア語で、"kerastes" 「角状の」の意で、果実が細長くて、しばしば曲がった形になることに由来する。
和名の耳菜草は、葉の形がネズミの耳に似ているからとされている。

## 種
和名、学名は、YListによる。

### 日本に分布する種
- アキヨシミミナグサ Cerastium akiyoshiense Kadota - 2015年新種記載の種。山口県秋吉台周辺に固有で、銅山跡地に生育する多年草。高さ10-20cmになり、茎に多細胞の長毛があり、上部に腺毛が混ざり、しばしば黒紫色をおびる。花期は3-7月。花弁は倒卵状楕円形で長さ4.5-5.5mm、先は全長の1/5から1/4ほど2浅裂する[2]。
- オオバナノミミナグサ（大花耳菜草[8]）Cerastium fischerianum Ser. var. fischerianum - 海岸の岩礫地に生育する多年草。高さ15-60cmになり、茎に長毛と腺毛が混生し、植物体全体に軟毛がある。花期は6-8月。花弁は倒卵形で長さ12mm、先は2浅裂する。日本では南千島、北海道、本州の東北地方北部に分布し、国外では朝鮮半島北部、サハリン、千島列島、カムチャツカ半島、アリューシャン列島、北アメリカ西部に分布する[2]。
  - ゲンカイミミナグサ Cerastium fischerianum Ser. var. mole Ohwi - 海岸近くに生育する多年草。茎は地を這うか他の植物に寄りかかり、長さ30-40cmになり、茎はやや太く、白色の軟毛が多い[9]。花期は4-6月。花弁は長さ5-7mm、先は2浅裂する。日本では九州の福岡県・佐賀県・長崎県に分布し、国外では済州島に分布する[2]。準絶滅危惧 (NT)[10]。
- ミミナグサ（耳菜草[8]） Cerastium fontanum Baumg. subsp. vulgare (Hartm.) Greuter et Burdet var. angustifolium (Franch.) H.Hara - 越年草、ときに多年草。高さ15-30cmになり、茎に短毛があり上部に腺毛が混ざり、ふつう暗紫色をおびる。花期は5-6月。花弁は長楕円形で長さ3-5mm、先は2浅裂する[2]。従来は道ばたや耕作地などにふつうに見られる種であった[2]が、帰化種のオランダミミナグサに圧倒され、都市近郊ではあまり見かけなくなっている[11]。
  - オオミミナグサ Cerastium fontanum Baumg. subsp. vulgare (Hartm.) Greuter et Burdet - ミミナグサの基本変種。多年草。茎に腺毛がなく、花弁と萼片はほぼ等長で長さ5-9mm。日本では北海道、本州の青森県・秋田県に分布し、国外ではヨーロッパ、アジア、北アメリカに広く分布する[2]。
- コバノミミナグサ Cerastium ibukiense (Ohwi) Kadota - 別名、イブキミミナグサ。本州の伊吹山固有の種で、石灰岩草原に生育する多年草。高さ10-40cmになり、茎の上部に多細胞の長毛があり、茎は紫色をおびることが多い。花期は5-7月。花弁は長楕円形で長さ5.5-6.5mm、先は全長の1/4から1/3ほど2裂する[2]。絶滅危惧IB類 (EN)[12]。
- タガソデソウ（誰袖草） Cerastium pauciflorum Steven ex Ser. var. amurense (Regel) M.Mizush. - 山地の夏緑林の林内や林縁に生育する多年草。高さ30-50cmになり、茎の上部に短毛と腺毛がある。花期は5-6月。花は日本産ミミナグサ属でもっとも大きく、径3cmになる。花弁は楕円状へら形で長さ15mm、全縁、先は円頭になる。日本では本州の山梨県・長野県・岐阜県に分布し、国外では朝鮮半島、中国大陸東北部、ロシア極東地方に分布する[2]。絶滅危惧II類 (VU)[13]。
- ホソバミミナグサ（細葉耳菜草[8]） Cerastium rubescens Mattf. var. koreanum (Nakai) E.Miki - 別名、タカネミミナグサ（高嶺耳菜草[14]）。高山の岩礫地、砂礫地に生育する多年草。高さ10-20cmになり、茎に1列の短毛がある。葉は軟質で、縁の全体に毛が散生する。花期は7-8月。花弁は倒卵形で長さ7-10mm、先は2裂する。日本では北海道、本州の青森県・関東地方・中部地方に分布し、国外では朝鮮半島北部、中国大陸東北部に分布する[2]。
- ミヤマミミナグサ（深山耳菜草[8]）Cerastium schizopetalum Maxim. var. schizopetalum - 高山の岩礫地、砂礫地に生育する多年草。高さ10-20cmになり、茎に2列の毛と腺毛がある。葉はやや硬質で、縁の基部のみに長毛が生える。花期は7-8月。花弁は倒卵形で9-12mm、先は2中裂しさらに2-3浅裂する[2]。日本固有種で、本州中部地方の南アルプス・中央アルプス・八ヶ岳・北アルプス・日光・浅間山に分布する[14]。
  - クモマミミナグサ（雲間耳菜草[14]）Cerastium schizopetalum Maxim. var. bifidum Takeda ex M.Mizush. - 花期は7-8月。花弁が全長の2/3ほど単純に2裂する。日本固有の変種で、本州中部地方の北アルプス北部に分布する[14]。

### 日本に帰化する種
- セイヨウミミナグサ Cerastium arvense L. subsp. arvense - 多年草。高さ10-30cmになり、茎に毛が密生し上部には腺毛がある。花期は5-7月。花弁は倒卵形で長さ10mm、先は2裂する。ユーラシア、北アメリカ原産の帰化種で、北海道北見地方で見いだされた[15]。タイプ種[1]。
- オランダミミナグサ Cerastium glomeratum Thuill.
 - 道ばたや耕作地などにふつうに見られる越年草。高さ10-60cmになり、茎と葉に灰色がかった黄色の軟毛と腺毛がある。花期は4-5月。花弁は萼片と同長で長さ4-5mm、先は2浅裂する。ミミナグサと比べ、花序に密に花をつける[2]。ヨーロッパ原産の帰化種で、北海道、本州、四国、九州、琉球諸島にふつうに見られる[16]。
- シロミミナグサ Cerastium tomentosum L. - ロックガーデン植栽のものがまれに逸出帰化している。植物体全体に銀白色の綿毛が生え、腺毛はない[16]。

### 国外の主な種
- エダウチミミナグサ Cerastium arvense L. subsp. strictum Gaudin
- キライミミナグサ Cerastium calcicole Ohwi
- コケミミナグサ Cerastium cerastioides (L.) Britton
- ミカヅキミミナグサ Cerastium formosanum Ohwi
- セイスイミミナグサ Cerastium kaoi T.Shimizu
- ニシウチソウ Cerastium morrisonense Hayata
- ヒロハヤマハコベ Cerastium parvipetalum Hosok.
- テラモトハコベ Cerastium subpilosum Hayata
- ツギタカミミナグサ Cerastium takasagomontanum Masam.